# Gwladus Ddu
Gwladus Ddu, (« Gwladus, alias Gwladys ou Gladys, aux yeux sombres »), nom complet Gwladus ferch Llywelyn (décédée en 1251) est une noble galloise, fille de Llywelyn le Grand de Gwynedd et de Jeanne d'Angleterre, elle-même fille de Jean sans Terre roi d'Angleterre de la dynastie Plantagenêt. Elle a épousé deux seigneurs des marches galloises.
Les sources diffèrent quant à savoir si Gwladus est la fille légitime de Llywelyn le Grand par sa femme Jeanne ou une fille illégitime qu'il aurait eue de Tangwystl Goch, l'épouse d'Ednyfed Fychan, mais Gwladus est largement considérée comme la fille de Jeanne. Dans le Brut y Tywysogion, Gwladus est dite morte à Windsor en 1251.

## Mariages
- Elle épouse d'abord Reginald de Braose, alias de Briouze, seigneur de Brecon et Abergavenny vers 1215. Après la mort de Reginald en 1228, elle est probablement la sœur qui apparait comme accompagnant Dafydd ap Llywelyn à Londres en 1229.
- Elle épouse en second lieu Ralph de Mortimer de Wigmore vers 1230. Ralph meurt en 1246 et leur fils, Roger de Mortimer, hérite de la seigneurie.

## Descendance
- Roger Mortimer, 1er baron Mortimer, épouse en 1247 Maud de Braose, dont il a sept enfants.
- Hugh de Mortimer (mort en 1273), seigneur de Chelmarsh.
- Peter ou John Mortimer, frère franciscain de Shrewsbury[2].